# Ngưu Tuấn Phong
Ngưu Tuấn Phong (tiếng Trung: 牛骏峰; sinh ngày 1 tháng 12 năm 1992) là một nam diễn viên người Trung Quốc.

## Tiểu sử
Ngưu Tuấn Phong sinh ra tại Bắc Kinh, Trung Quốc, anh bắt đầu học kịch Bắc Kinh từ năm 7 tuổi. Anh tốt nghiệp trường Trung học trực thuộc Học viện Opera Trung Quốc năm 2010 và được nhận vào Học viện Opera Trung Quốc cùng năm. Năm 2002, anh tham gia vào làng nghệ thuật biểu diễn bằng cách tham gia bộ phim đô thị "Gia hữu kiệu xe". Năm 2016, với vai phụ trong bộ phim Yêu em từ cái nhìn đầu tiên, Ngưu Tuấn Phong một lần nữa nhận được sự chú ý.

## Phim

### Phim điện ảnh
| Năm  | Tên tiếng Anh          | Tên tiếng Trung    | Vai diễn       | Ghi chú |
| ---- | ---------------------- | ------------------ | -------------- | ------- |
| 2002 |                        | 家有轿车           | Xiao Liang     |         |
| 2003 |                        | 四一班             | Gao Zhuang     |         |
| 2005 | Magic Trip             | 童话西游           | Buddah         |         |
| 2006 |                        | 心结               | Guan Xin       |         |
| 2006 | The Dream of My Family | 亲亲一家人         | Zhang Bo       |         |
| 2008 |                        | 武术班             | Dou Yuan       |         |
| 2008 | I Am Fans              | 我是粉丝           | Cong Wen       |         |
| 2009 | The Emperor Fu Xi      | 人皇伏羲           | Hao Ying       |         |
| 2011 |                        | 少年向上           | Xiao Shang     |         |
| 2012 | Judge Zhan             | 南平红荔           | Fang Chao      |         |
| 2013 | The Dance of Summer    | 夏天的拉花         | Zhou Xiangyang |         |
| 2018 | Born to Be Wild        | 说走就走之毕业旅行 | Chen Xiao      |         |
| 2018 |                        | 无敌神男           | Tao Fei        |         |

### Phim truyền hình
| Năm  | Tựa đề                          | Tên tiếng Anh                    | Tên tiếng Trung  | Vai diễn                 | Bạn diễn                                            | Ghi chú   |
| ---- | ------------------------------- | -------------------------------- | ---------------- | ------------------------ | --------------------------------------------------- | --------- |
| 2004 |                                 | We Are All Friends               | 我们都是好朋友   | Yu Lei                   |                                                     |           |
| 2006 |                                 |                                  | 变身战士阿龙     | Pang Hou                 |                                                     |           |
| 2006 |                                 | Vigorous Life                    | 无限生机         | Yuan Yuan                |                                                     |           |
| 2006 |                                 | I Want a Home                    | 我想有个家       | Xiao Wei                 |                                                     |           |
| 2007 |                                 |                                  | 野百合也有春天   | Nie Feng                 |                                                     |           |
| 2007 |                                 | Home with Kids 4                 | 家有儿女4        | Qian Zhuangzhuang        |                                                     |           |
| 2008 |                                 | e-Times                          | 网络年代         | Meng Xiang               |                                                     |           |
| 2009 |                                 |                                  | 铁血少年         | He Jiefang               |                                                     |           |
| 2009 |                                 | Prelude of Lotus Lantern         | 宝莲灯前传       | young Yang Jian          |                                                     |           |
| 2010 |                                 | You Are My Brother               | 你是我兄弟       | young Ma Xuejun          |                                                     |           |
| 2011 |                                 |                                  | 大丽家的往事     | young Wei Dong           |                                                     |           |
| 2012 |                                 |                                  | 营盘镇警事       | Fan Xiaopeng             |                                                     |           |
| 2014 | Chiến Trường Sa                 | Battle of Changsha               | 战长沙           | Hu Xiangjiang (Xiao Man) | Dương Tử, Hoắc Kiến Hoa                             |           |
| 2014 |                                 | He and His Sons                  | 半路父子         | Luo Xiaolie              |                                                     |           |
| 2016 |                                 | Take The Wrong Car               | 搭错车           | Shi Junmai               |                                                     |           |
| 2016 | Cơn Lốc 11 Người                | Go! Goal! Fighting!              | 旋风十一人       | Wang Jingke              |                                                     | [ 1 ]     |
| 2016 | Yêu em từ cái nhìn đầu tiên     | Love O2O                         | 微微一笑很倾城   | Vu Bán San               |                                                     |           |
| 2016 |                                 | The Flame of Youth               | 尖锋之烈焰青春   | Liu Yaoen                |                                                     | [ 2 ]     |
| 2017 | Tiểu Tình Nhân                  | Little Valentine                 | 小情人           | Wen Rushi                |                                                     | [ 3 ]     |
| 2017 | Sở Kiều Truyện                  | Princess Agents                  | 楚乔传           | Nguyên Tung              | Triệu Lệ Dĩnh, Lâm Canh Tân, Đặng Luân, Lý Thấm,... |           |
| 2017 |                                 | Red Gate Brothers                | 红门兄弟         | Gao Dawei                |                                                     | [ 4 ]     |
| 2018 | Mãng Hoang Kỷ                   | The Legend of Jade Sword         | 莽荒纪           | Mu Zishuo                |                                                     | [ 5 ]     |
| 2019 | Ngôi sao sáng nhất bầu trời đêm | The Brightest Star in the Sky    | 夜空中最闪亮的星 | Du Tử Duệ                | Hoàng Tử Thao, Ngô Thiến, Tào Hi Nguyệt             |           |
| 2019 | Lớp Trưởng Điện Hạ              | Your Highness, The Class Monitor | 班长“殿下”       | Cố Tử Thần               | Hình Phi                                            | Vai chính |
| 2020 | Bí ẩn vĩ đại                    | Fearless Whispers                | 隐秘而伟大       | Zhao Zhiyong             | Lý Dịch Phong, Kim Thần                             |           |
| 2020 | Pháp Sư Vô Tâm 3                | Wu Xin: The Monster Killer III   | 无心法师III      | He Jingming              |                                                     |           |
| 2020 | Phố Ma Dương Thân Yêu           | Dear Mayang Street               | 亲爱的麻洋街     | Dịch Đông Đông           | Đàm Tùng Vận, Hứa Ngụy Châu                         | Vai chính |
| 2020 | Hai mươi bất hoặc               | Twenty Your Life On              | 二十不惑         | Triệu Ưu Tú              | Quan Hiểu Đồng, Kim Thế Giai                        | Vai chính |
| 2021 | Chỉ Có Thể Là Em                | GO Into Your Heart               | 舍我其谁         | Thịnh Cảnh Sơ            | Lý Lan Địch                                         | Vai chính |
| 2021 | Chiếc Vòng Của Mẹ Chồng         | The Priceless                    | 婆婆的镯子       | Thạch Lỗi                | Lam Doanh Oánh                                      | Vai chính |
| 2021 | Lý tưởng chiếu rọi Trung Quốc   | Faith Makes Great                | 理想照耀中国     | Vương Gia Văn [Niu Kou]  |                                                     |           |
| TBA  | Hai mươi bất hoặc 2             | Twenty your life on 2            | 二十不惑2        | Triệu Ưu Tú              | Quan Hiểu Đồng                                      | [ 6 ]     |
| TBA  |                                 | Great Miss D                     | 了不起的D小姐    |                          | Trương Tịnh Nghi                                    | Vai chính |
| TBA  |                                 | A Love Never Lost                | 人生若如初见     |                          | Lý Hiện, Xuân Hạ                                    |           |

### Lồng tiếng
| Năm  | Tên                  | Vai                             | Ghi chú           |
| ---- | -------------------- | ------------------------------- | ----------------- |
| 2021 | Ước nguyện thần long | Din Song (bản tiếng Quan thoại) | Phim hoạt hình 3D |

## Chương trình tạp kỹ
| Năm  | Tên tiếng Anh      | Tên tiếng Trung | Vai diễn    | Ghi chú                     |
| ---- | ------------------ | --------------- | ----------- | --------------------------- |
| 2018 | The Sound          | 声临其境        | Thuyền viên | [ 7 ]                       |
| 2019 | Everybody Stand By | 演员请就位      | Thí sinh    | Người chiến thắng cuối cùng |